# Tateno, Tetela de Ocampo
Tateno är en ort i Mexiko.   Den ligger i kommunen Tetela de Ocampo och delstaten Puebla, i den sydöstra delen av landet, 150 km öster om huvudstaden Mexico City. Tateno ligger 1 853 meter över havet och antalet invånare är 170.
Terrängen runt Tateno är kuperad åt sydost, men åt nordväst är den bergig. Runt Tateno är det ganska tätbefolkat, med 75 invånare per kvadratkilometer. Närmaste större samhälle är Xochiapulco, 6,5 km öster om Tateno. I omgivningarna runt Tateno växer huvudsakligen savannskog.